# Trận Copenhagen (1807)
Trận Copenhagen thứ nhì (hoặc oanh tạc Copenhagen) (16 tháng 8 - 5 tháng 9 năm 1807) là một cuộc oanh tạc của Anh vào Copenhagen để chiếm giữ hoặc tiêu diệt hạm đội Đan Mạch-Na Uy, trong chiến tranh Napoleon. Vụ việc này đã dẫn đến sự bùng nổ của chiến tranh Anh-Nga năm 1807, kết thúc bởi Hiệp ước Orebro vào năm 1812.
Phản ứng đầu tiên của Anh đối với hệ thống phong tỏa Lục địa của Napoleon là tiến hành một cuộc tấn công hải quân lớn vào liên kết yếu nhất trong liên minh của Napoleon, Đan Mạch. Mặc dù bề ngoài có vẻ trung lập, Đan Mạch nằm dưới áp lực nặng nề của Pháp và Nga ủng hộ đội tàu của mình cho Napoleon. London không thể mất cơ hội bỏ qua mối đe dọa của Đan Mạch. Trong tháng 11 năm 1807, Hải quân Hoàng gia đã oanh tạc Copenhagen, thu giữ hạm đội Đan Mạch, và đảm bảo sử dụng các tuyến đường biển ở Biển Bắc và Biển Baltic cho các đội tàu buôn của Anh. Đan Mạch đã tham gia cuộc chiến ở mặt bên của Pháp, nhưng không có một hạm đội nó có ít để cung cấp. 
Các cuộc tấn công đã dẫn đến thuật ngữ trong tiếng Anh Copenhagenize (Copenhagen hóa).